# Vinež
Vinež – wieś w Chorwacji, w żupanii istryjskiej, w mieście Labin. W 2011 roku liczyła 1219 mieszkańców.